# Lin (famiglia)
I Lin (talvolta anche Lini) furono una famiglia patrizia veneziana, annoverata fra le cosiddette Case fatte per soldo.

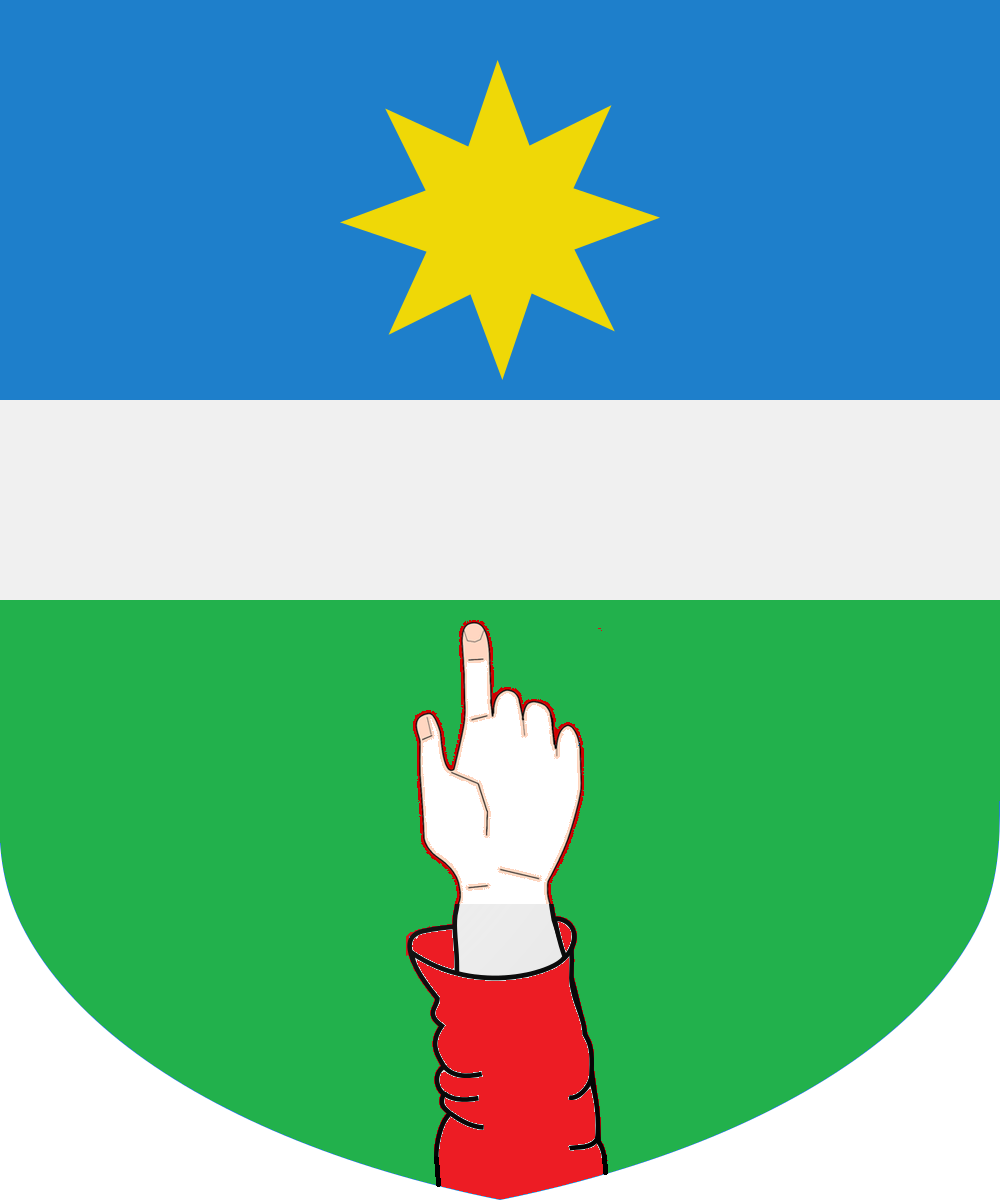
Stemma Lin

## Storia

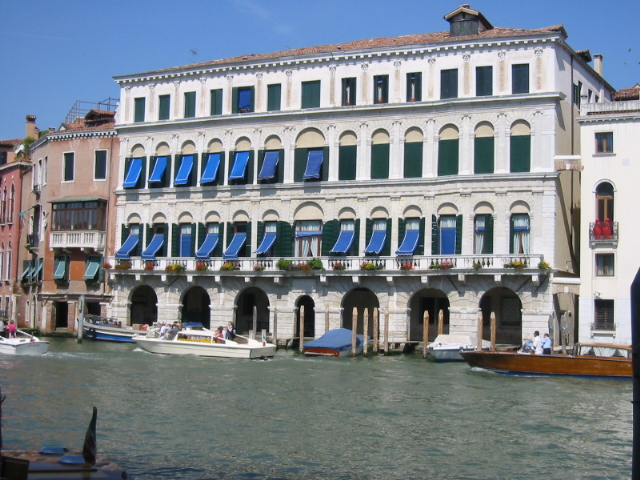
Il palazzo Moro Lin sul Canal Grande.

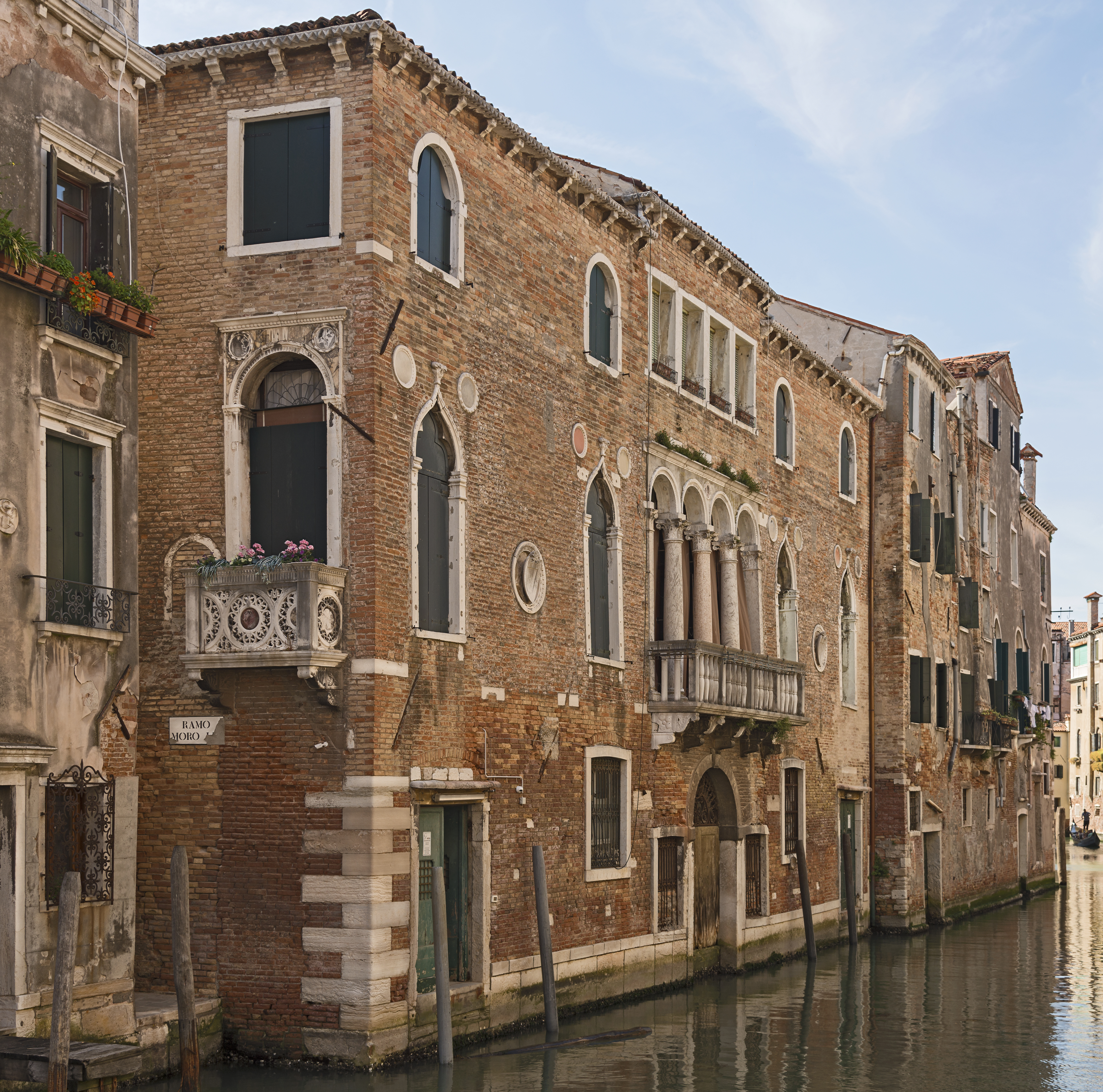
Palazzo Moro Lin, a San Polo

I Lin erano originari di Bergamo e il loro capostipite fu un certo Girolamo, il quale, trasferitosi a Venezia, lavorò come garzone presso la drogheria "all'Angelo" di Gaspare Luca, a Rialto. Divenutone in seguito proprietario, continuò il commercio delle droghe, accumulando grandi ricchezze.
Nel 1685, lo stesso Girolamo Lin riuscì a versare i 100.000 ducati previsti per l'aggregazione al corpo patrizio, contribuendo in tal mondo al sostegno della Repubblica, impegnata in quegli anni nella guerra di Morea contro i Turchi: per decreto del Senato, dunque, egli ottenne l'accesso al Maggior Consiglio per sé e per i suoi discendenti.
Notevoli furono anche gli investimenti in terraferma e i loro possedimenti si estendevano nelle località ad ovest di Mestre e nella zona di Mira. La villa Lin, Bottacin, Santon Boer, che si trova nel Comune di Venezia, in località Trivignano, è stata interamente restaurata dagli ultimi proprietari, con un recupero integrale dell'edificio, esterno e interno, con i notevoli affreschi settecenteschi e i vari stucchi che decorano la dimora. Ai Lin apparteneva, inoltre, un palazzo a Venezia in vista del Canal GrandeSan Samuele che fu ceduto a Gasparo Moro in seguito al matrimonio con Elisabetta Lin (1748): il loro unico figlio, Girolamo Michele Gasparo, I.R. Pretore di Chioggia, a sua volta coniugato con la contessa Elena Maria Chiara Benzon, ereditando molte delle proprietà della famiglia materna, prese il cognome Moro Lin (o Morolin).
Questa famiglia era ancora presente in Senato all'epoca della caduta della Serenissima, nel 1797, ed esisteva «con un nobilissimo Parentado in due Patrizj Frattelli». I Lin, tuttavia, non compaiono tra le famiglie confermate nella nobiltà del Regno Lombardo-Veneto; i Moro Lin, al contrario, furono confermati nobili dall'Imperial-Regio Governo Austriaco con Sovrana Risoluzione del 16 dicembre 1817.

## Arme
Campo con fascia d'argento, il capo azzurro caricato con una stella d'oro, e la punta ch'è verde con una mano, che tiene il pollice e l'indice alzati.

## Monumenti e architetture
- Ca' Lin Santon Boer, a Trivignano di Venezia;
- Palazzo Moro Lin, a San Marco;
- Palazzo Moro Lin, a San Polo;
- Villa Lin, Andrighetti, Carlotti Zon, Marcello del Majno, a Sambughè di Preganziol;
- Villa Lin Papadopoli Bianchi De Kunkler, a Mogliano Veneto;
- Villa Lin Tagliacozzo, a Zelarino di Venezia;
- Villa Querini Moro Lin, a Mira.

Si ricordano, inoltre, un Ramo Moro Lin, un Sotoportego Moro Lin e una Calle Moro Lin a San Polo, a Venezia.